# Il Cartaginese
Il Cartaginese è stato un giornale pubblicato nel protettorato britannico di Malta tra il 1804 e il 1808. Al tempo, era l'unica pubblicazione periodica a Malta. Il Cartaginese fu preceduto da L'Argo (1804) e gli successe il Giornale di Malta (1812-1813).
Il giornale era diretto da Vittorio Barzoni, e aveva per redattori anche Gavino Bonavita e Giuseppe Casolani, si concentrava su notizie dall'estero. La sua pubblicazione era controllata dal governo e conteneva propaganda anti-francese. 
La testata polemizzò col nuovo Monitore napolitano (rinato nel 1806).
Il giornale di solito era lungo otto pagine e talvolta aveva un supplemento. Vennero realizzate in totale 15 emissioni, ciascuna con una tiratura compresa tra 400 e 1000 copie. Il giornale non ebbe successo, probabilmente a causa degli scarsi livelli di alfabetizzazione nell'arcipelago.
Copie della pubblicazione sono ora conservate presso la Biblioteca nazionale di Malta.